# Habronestes toddi
Habronestes toddi är en spindelart som först beskrevs av Hickman 1944.  Habronestes toddi ingår i släktet Habronestes och familjen Zodariidae.
Artens utbredningsområde är Northern Territory, Australien. Inga underarter finns listade i Catalogue of Life.